# Astronomija
Astronomíja (starogrško αστρονομία: astronomía < starogrško ἄστρον: ástron + starogrško νόμος: nómos – dobesedno zakon o zvezdah) ali zvezdoslôvje je znanstvena veda, ki se ukvarja z opazovanjem in razlago zunajzemeljskih pojavov v vesolju. Ukvarja se z nebesnimi telesi, tematsko pa je razdeljena na Osončje, njegove planete, spremljevalce planetov, naravne satelite (trabanti, sateliti, lune ali meseci), na zvezde (zvezde stalnice oziroma nepremičnice), na galaksije (megličaste zvezdne sestave, ki vsebujejo po nekaj sto milijard zvezd). Posebno poglavje predstavlja teoretična astronomija, ki zajema povezovanje znanih dejstev o nebesnih telesih v skladno oblikovane fizikalne modele in matematične enačbe. Ukvarja se tudi z modeliranjem simulacij razvoja posameznih teles, kar nam daje bodisi vpogled na razvoj na primer našega planeta Zemlje, ali prikazuje in odraža pojave, ki spremljajo razvoj zvezde.
Ástrofízika je mlajša veda, ki se ukvarja z uporabo fizikalnih zakonov pri astronomskih pojavih. Astrofizika še posebej tako zajema področje zvezd (zvezdna astronomija in zvezdna statistika) in se ukvarja z razlago vseh pojavov in parametrov (atributov), ki so bistvenega pomena za razvoj posameznega objekta in poskuša iz znanih dejstev strniti smiselne in lepo oblikovane, in seveda enostavne, fizikalne enačbe.

## Zgodovina

### Starodavni časi
Davno nazaj so astronomijo sestavljali le opazovanje in napovedi gibanja nebesnih teles, vidnih s prostim očesom. Ponekod so zgodnje kulture sestavljale ogromne instrumente, ki so morda imeli neke astronomske namene. Poleg njihove obredne uporabe bi se te opazovalnice lahko uporabljale za določitev letnih časov, ki so pomemben dejavnik pri poznavanju časa pridelave pridelkov in razumevanju dolžine leta.
Preden so izumili orodja, kot je teleskop, so zgodnja opazovanja zvezd izvajali s prostim očesom. Ko so se razvile civilizacije, predvsem v Mezopotamiji, Grčiji, Perziji, Indiji, na Kitajskem, v Egiptu in Srednji Ameriki, so postali astronomija in astronomski pripomočki že dovolj napredni, da so se začele razvijati ideje o naravi vesolja. Večina zgodnjih astronomov je le opazovala in določala pozicije zvezd in planetov. Danes je to znanost, ki se imenuje astrometrija. Iz teh opazovanj so nastale zgodnje ideje o gibanju planetov. Naravo gibanja Zemlje, Sonca, Lune, planetov in zvezd pa so razložili tudi filozofsko. Verjeli so, da je Zemlja središče vesolja, okoli katere se vrtijo Sonce, Luna in zvezde. To je znano kot geocentrični model vesolja ali Ptolemajev sistem, poimenovan po Ptolemaju .
Posebej pomemben razvoj astronomije se je začel pri Babiloncih. Prav oni so postavili temelje za kasnejše astronomske običaje, ki so se razvili v mnogih drugih civilizacijah. Babilonci so odkrili, da se lunini mrki ponavljajo v ponavljajočem se ciklu, znanem kot saros .
Antični Grki in Helenisti so naredili velik preboj v razumevanju vesolja in s tem k napredku astronomije. Grška astronomija je že od začetka veljala za racionalno, stvarno razlago nebesnih pojavov, ki logično in razumno razlaga gibanje nebesnih teles in svet.  V 3. stoletju pred našim štetjem je Aristarh s Samosa ocenil velikost ter razdaljo Lune in Sonca do Zemlje. Prvi je predlagal model sončnega sistema, kjer se Zemlja in planeti vrtijo okoli sonca, zdaj imenovani heliocentrični model.  V 2. stoletju pr. n. št. je Hiparh odkril precesijo, izračunal velikost in razdaljo do Lune ter izumil prve znane moderne astronomske naprave, kot je astrolab.  Hiparh je ustvaril tudi obsežen katalog 1020 zvezd in jih razvrstil po magnitudah (6 stopnjah svetlostih). Tudi večina ozvezdij severne poloble izhaja iz grške astronomije. Mehanizem z Antikitere (ok. 150–80 pr. n. št.) je bil zgodnji analogni računalnik, ki je bil zasnovan za izračun položaja Sonca, Lune in planetov na nebesni sferi za določen datum. Tako tehnološko napredni pripomočki podobne kompleksnosti se niso pojavili vse do 14. stoletja, ko so se v Evropi pojavile prve mehanske astronomske ure.

### Srednji vek
Astronomija je v tem času večinoma stagnirala vse do 14. stoletja. Kljub temu je v srednjeveški Evropi živelo več astronomov, ki so malo prispevali k napredku. Richard Wallingford (1292–1336) je veliko prispeval k astronomiji in urarstvu, saj je izumil prvo astronomsko uro, Rectangulus, ki je omogočala merjenje kotov med planeti in drugimi nebesnimi telesi. To je omogočal tudi ekvatorij, imenovan Albion, ki ga lahko uporabimo za astronomske izračune, kot so lunarne, sončeve in planetarne zemljepisne dolžine, lahko pa napovemo tudi mrke. Nicole Oresme (1320–1382) in Jean Buridan (1300–1361) sta prva razpravljala o dokazih za rotacijo Zemlje, poleg tega pa je Buridan razvil tudi nepopolno teorijo vztrajnosti, ki je lahko prikazala planetarno gibanje brez pomoči potiska angelov. Georg von Peuerbach (1423–1461) in Regiomontanus (1436–1476) sta pripomogla k astronomskemu razumevanju, ki je pripomoglo h Kopernikovemu razvoju heliocentričnega modela par desetletij kasneje.
Astronomija je začela cveteti v islamskem svetu in drugih delih sveta. To je pripeljalo do nastanka prvih astronomskih observatorijev v muslimanskem svetu do začetka 9. stoletja.  Leta 964 je galaksijo Andromeda, največjo galaksijo v Lokalni jati, opisal perzijski muslimanski astronom Abd al-Rahman al-Sufi v svoji Knjigi zvezd stalnic.  Supernovo SN 1006, najsvetlejši zvezdni pojav v zapisani zgodovini, je opazil egiptovski arabski astronom Ali ibn Ridwan in kitajski astronomi leta 1006. Nekateri pomembnejši islamski (predvsem perzijski in arabski) astronomi, ki so pomembno prispevali k znanosti, so Al-Battani, Thebit, Abd al-Rahman al-Sufi, Albumasar, Biruni, Abū Ishāk Ibrāhim al-Zarqālī in Al-Birjandi. V tistem času so uvedli veliko arabskih imen, ki se sedaj uporabljajo za posamezne zvezde.  Nekateri zgodovinarji celo mislijo, da so v ruševinah v Velikem Zimbabveju in Timbuktu  morda bili nekdaj astronomski observatoriji.  Evropejci so skozi celotno zgodovino verjeli, da v pred-kolonialnem srednjem veku ni bilo nobenega pomembnejšega znanstvenega astronomskega opazovanja v podsaharski Afriki, vendar sodobna predvidevanja kažejo drugače.
Že več kot šest stoletij (od obnovitve antičnih zapiskov v poznem srednjem veku do razsvetljenstva) je katoliška cerkev dajala največ finančne in socialne podpore za študij astronomije med vsemi institucijami. Eden izmed vzrokov je zagotovo iskanje datuma za veliko noč.

### Znanstvena revolucija
V renesansi je Nikolaj Kopernik predlagal heliocentrični model sončnega sistema. Njegovo delo je Galileo Galilei zagovarjal. Dodelal ga je še Johannes Kepler. Prav on je bil prvi, ki je razvil sistem, ki je pravilno opisal podrobnosti gibanja planetov okoli Sonca. Vendar Kepler ni uspel oblikovati teorije za zakone, ki jih je zapisal.  Opisal jih je šele Isaac Newton, s svojim izumom nebesne mehanike in s svojim zakonom gravitacije, ki je končno pojasnil gibanje, ki si ga je predstavljal že Kepler. Newton je razvil tudi zrcalni teleskop ali reflektor.
Izboljšave v velikosti in kakovosti teleskopov so privedle do nadaljnjih odkritij. Angleški astronom John Flamsteed je katalogiziral več kot 3000 zvezd, obsežnejši zvezdni katalogi pa so bili narejeni od Nicolas-Louisa de Lacaillela. Astronom William Herschel je izdelal podroben katalog meglic in kopic, leta 1781 pa je odkril planet Uran, ki je bil tudi prvi planet odkrit z uporabo modernih instrumentov.  Prva natančna meritev razdalje do zvezde je bila opravljena leta 1838, ko je Friedrich Bessel izmeril paralakso zvezde 61 Laboda.
V 18. in 19. stoletju so proučevanje problema treh teles Leonarda Eulerja, Alexisa Clauda Clairauta in Jean le Rond d'Alemberta privedli do natančnejših napovedi o gibanju Lune in planetov na nebesnem svodu in v prostoru. To delo sta nadalje izpopolnila Joseph Louis Lagrange in Pierre-Simon Laplace, ki sta omogočila, da se ocenjujejo mase planetov in lun iz njihovih motenj.
Znaten napredek v astronomiji se je pokazal z uvedbo nove tehnologije, vključno s spektroskopom in fotografijo. Joseph von Fraunhofer je v spektru sonca v letih 1814–15 odkril okoli 600 pasov, ki jih je leta 1859 Gustav Kirchhoff pripisal prisotnosti različnih elementov.  Pokazalo se je, da so zvezde podobne našemu Soncu, vendar s širokim razponom temperatur, mas in velikosti.
Obstoj Rimske ceste kot samostojne skupine zvezd je bil dokazan šele v 20. stoletju, skupaj z obstojem ostalih galaksij. Opazovana recesija teh galaksij je pripeljala do odkritja širjenja vesolja.  Teoretična astronomija je privedla do možnosti obstoja predmetov, kot so črne luknje in nevtronske zvezde, ki so bili uporabljeni za razlago ostalih opaženih pojavov, kot so kvazarji, pulzarji, blazarji in radijske galaksije. Kozmologija je v 20. stoletju dosegla velik napredek. V začetku tega stoletja je bil oblikovan model teorije velikega poka, ki je bil dobro podkrepljen s prasevanjem, Hubblovim zakonom in deleži elementov v vesolju. S tem se je zelo razvila kozmologija. Vesoljski teleskopi so omogočili meritve v delih elektromagnetnega spektra, ki so ponavadi blokirani ali zamegljeni zaradi atmosfere. Februarja 2016 so povedali, da je projekt LIGO dokazano zaznal gravitacijske valove, kar je opravil prejšnjega septembra.

## Teoretična astronomija
Teoretični astronomi uporabljajo več orodij, med katerimi so analitični modeli in računalniške numerične simulacije, da bi opisali vesolje okrog nas brez posebnih resničnih opazovanj. Različna orodja imajo različne zmogljivosti in so ponekod boljša, drugje pa manj primerna. Analitični modeli procesa so boljši za trenutke, ko želimo najti smisel neke teorije, oziroma najti jedro nečesa. Numerični modeli lahko razkrijejo le obstoj fenomenom in efektov, ki bi bili v nasprotnem primeru neopazovani.
Astronomski teoretiki želijo ustvariti teoretične modele in iz rezultatov napovedati opazovalne podatke. Opazovanje fenomena, ki ga model predvidi, omogoča astronomom, da se odločijo med več različnimi modeli za najboljši model.
Teoretiki prav tako želijo ustvariti ali spremeniti modele, da upoštevajo tudi nove podatke. V primeru nenatančnosti med podatki in modelom, se največkrat le malo spremeni obstoječi model, da zadosti novim rezultatom. Toda v nekaterih primerih je treba spremeniti celoten model, saj dobivamo veliko količino neujemajočih se podatkov.
Fenomeni, ki jih preučujejo teoretični astronomi so: zvezdna dinamika in evolucija; izoblikovanje galaksij; porazdelitev snovi v Vesolju na velikih skalah; izvor kozmičnih žarkov; splošna relativnost in fizikalna kozmologija, ki vsebuje strunsko kozmologijo in astrofiziko delcev. Astrofizikalna relativnost služi kot pripomoček za pojasnitev raznih velikih in masivnih stvari, pri katerih igra gravitacija pomembno vlogo, ki je tudi podlaga za (astro)fiziko črnih lukenj in raziskovanje gravitacijskih valov.
Nekatere širše sprejete in raziskovane teorije in modeli v astronomiji, ki so zdaj vključene v modelu Lambda-CDM, so veliki pok, temna snov in osnovne teorije fizike.
Nekateri primeri postopka odkrivanja:
| Fizikalni proces       | Eksperimentalno orodje           | Teoretični model         | Razlage/napovedi                             |
| Gravitacija            | Radijski teleskopi               | Samogravitacijski sistem | Nastanek zvezdnega sistema                   |
| Jedrsko zlivanje       | Spektroskopija                   | Zvezdna evolucija        | Kako zvezde sijejo in kako nastajajo kovine  |
| Veliki pok             | Hubblov vesoljski teleskop, COBE | Širjenje vesolja         | Starost vesolja                              |
| Kvantne fluktuacije    |                                  | Kozmična inflacija       | Problem ploskote                             |
| Gravitacijska zrušitev | Rentgenska astronomija           | Splošna relativnost      | Črne luknje v središču Andromedine galaksije |
| Cikel CNO v zvezdah    |                                  |                          | Glavni vir energije masivne zvezde.          |

Skupaj s kozmično inflacijo, temno snovjo in temno energijo so se glavne teorije astronomije razvile med raziskovanjem galaksij.

## Astronomija pri Slovencih
Z astronomijo so se Slovenci na začetku ukvarjali skoraj izključno kot samouki. Tisti, ki so ustvarjali konec 19. in v 20. stoletja so pisali v slovenščini, prej pa je prevladovala latinščina. Najverjetneje je prvi poljudni spis iz astronomije v slovenskem jeziku prispeval naš prvi pesnik Valentin Vodnik v "Lublanskih novicah", v sredo 14. februarja 1798. Članek pripoveduje o vesoljskih telesih, kometih, planetih in o opazovanjih. Drugi poljudni astronomski spis, napisan v slovenščini je napisal Janez Cigler leta 1843 v Bleiweisovih Novicah.
Začetniki astronomije na Slovenskem so bili:
- Herman Koroški (okoli 1100–okoli 1160) – zelo znano je Hermanov prevod  Ptolomajevega Planispheriuma iz leta 1143. Naslov lahko prevedemo kot "Nebesna ravnina" ali "Zvezda karta". Za ta prevod, se je dolgo časa verjelo, da je edina znana povezava na Ptolomejev original. Kasneje so našli še arabski prevod, ki ga hranijo v Carigradu.[39]
- Janez Lezicij (1242–?)
- Bernard Perger (okoli 1440–okoli 1501) – cesarju je posredoval svoje almanahe (koledarje), v katerih so se po takratnih navadah prepletali astronomski podatki z astrološkimi napovedmi in zdravniškimi nasveti.[40] V rokopisu je ostal koledar z astronomskimi podatki za obdobje 1482–1500.
- Andrej Perlah (1490–1551) – obnavljal in razširjal je almanahe, letopise, efemeride in koledarje z astrološko in astronomsko tematiko svojih predhodnikov. V astronomskih efemeridah je že obravnaval lege planetov med seboj in lege planetov glede na svetlejše zvezde. Izdelal je tudi več astronomskih instrumentov, med njimi astrolab s katerim je opazoval Soncu najbližji planet Merkur. Perlah je naš prvi astronom, ki nam je zapustil tiskana dela.[41]
- Andrej Kobav (1593–1654) – na Dunaju je leta 1643 izdal knjigo Vindiciae astronomicae theticae pro Dionysio cognomento Exiguo ... seu nato, mortuo redivivoque Iesu homini Deo ... vota dissertatio, to je polemično astronomsko delo, v katerem je citiral Keplerja in Kopernika.[42]
- Janez Jakob Olben (1643–1725) – leta 1704 je objavil delo Nove florijanske efemeride. Na dvanajstih velikih straneh je objavil osnovne podatke o dnevni svetlobi, izračunane za zemljepisno širino in obzorje St. Floriana.[43] Njegovo rokopisno zapuščino hrani samostan v St. Florianu v Linzu.[44]
- Benedikt Ferretti (1655–1730) - kranjski ljubitelji astronomije so zgradili v 17. in 18. stoletju tri zvezdarne. Prvo si je v Ljubljani v Tivoliju postavil astronom Benedikt Ferretti.[45]
- Janez Jurij Hočevar (1656–1714) -  izdal je knjigi De cometis (1696) in Observationes astronomicae circa stellas fixas et errantes (1696) ter še nekaj astroloških del.
- Franc Breckerfeld (1681–1744) - bil je astronom na kraljevski zvezdarni v Cluju v Romuniji.
- Ivan Dizma Florjančič de Grienfeld (1691–1757 ?) - v njegovih dveh latinskih rokopisih, ki ju hrani NUK v Ljubljani, so ohranjene številne razprave iz astronomije in matematike, tabele z navodili za uporabo pri astronomskem računanju, tabele in teorija gibanja Sonca in deloma Lune ter planetov po gregorijanskem koledarju za ljubljanski poldnevnik, geometrijski priročnik, kvadratura kroga ter lastna opazovanja Sonca in Lune.[46][47]
- Janez Benjamin Erberg (1699–1759) -- Pisal je o sončnih urah. Naslov njegove disertacije je bil Komentarji k sistemu astronomije in sončne ure, dodani častem Marije, prevzvišene kraljice nebes in zvezd.[48]
- Ferdinand Avguštin Hallerstein (1703–1774) - bil je dvorni astronom in vodja astronomskega observatorija v Pekingu.[49] Kot astronom je bil na dvoru tako priljubljen, da je bil imenovan za mandarina.[50]
- Janez Krstnik Schoettl (1724–1777) - v Sloveniji je opravil prvo zabeleženo opazovanje navideznega prečkanje Venere čez Sončevo ploskev. Ta redki astronomski pojav opazoval zjutraj, 6.6. 1761.[51]
- Gregor Schoettl (1732–1777)
- Gabriel Gruber (1740–1805) - na svoji brodarski šoli je poučeval tudi astronomijo, znanje astronomije je bilo posebej koristno za plovbo po morju in tako je bila Gruberjeva brodarska šola tudi navtična šola.[52]
- Josip Križan (1841 – 1921)
- Anton Ambschel (1749–1821)
- Jurij Vega (1754–1802) - opazoval je Sončev mrk in obravnaval tretji izpopolnjeni Keplerjev zakon. Proučeval je gibanje planetov okrog Sonca in Keplerjevo enačbo itn. Leta 1801 je Vega s pomočjo svojih logaritmov, medsebojne oddaljenosti planetov in obhodnih dob izračunal maso do tedaj sedmih poznanih planetov.[53]
- Matija Vertovec (1784–1851) – leta 1847 je v 16 nadaljevanjih izšla v Novicah njegova razprava z naslovom Zvezdoslovje. V poljudni obliki je obdelal skoraj vso takratno splošno astronomijo. V tej razpravi so prvi zametki slovenskega astronomskega izrazoslovja.
- Viljem Ogrinc (1845 – 1883)
- Ivan Sušnik (1854–1942)
- Ivan Tomec (1880–1950) - posvetil se je predvsem rednemu opazovanju Sončevih peg. Od bolezni ohromelemu je podatke z refraktorja beležil prijatelj Kunaver.[54]
- Pavel Kunaver (1889–1988) - objavil je številne astronomske prispevke v reviji Proteus in v dnevnem časopisju. Astronomsko znanje je širil zlasti med šolsko mladino. Zanjo je ustanovil prve astronomske opazovalnice v Sloveniji. S področja astronomije je napisal osem poljudnih knjig, med najbolj znanimi je knjiga Pravljica in resnica o zvezdah, ki je bila že večkrat ponatisnjena.[55]
- Lavo Čermelj (1889–1980) -  leta 1934 je napisal prvi uradni in po sprejetem učnem načrtu napisan srednješolski slovenski učbenik astronomije. Njegov naslov je bil Kozmografija za višje razrede srednjih šol.[56]
- Herman Potočnik – psevdonim Hermann Noordung (1892–1929) - leta 1928 je (z letnico 1929) v Berlinu izšla njegova edina knjiga: Problem vožnje po vesolju - raketni motor. V knijigi je opisan načrt vesoljske postaje s posadko in jo postavil v geostacionarno orbito.[57]
- Silvo Breskvar (1902–1969) - od 1931 do začetka 2. svetovne vojne je bil član pariške Société Astronomique de France.  Populariziral je astronomijo s članki in  podlistki v revijah in časopisih. Bil sodelavec Inštituta za slovenski jezik pri definiranju izrazov iz astronomije in fizike za Slovar slovenskega knjižnega jezika.

Leta 1947 so na ljubljanski univerzi ustanovili katedro za astronomijo. Prvi profesor je bil Franjo Dominko (1903–1987). Dominko je bil tudi pobudnik ustanovitve Astronomskega geofizikalnega observatorija Golovec.

## Interdisciplinarne vede
Iz astronomije in astrofizike izhajajo številne interdisciplinarne vede, ki imajo skupen širok spekter raziskovanja. Arheoastronomija je veda o antičnih ali tradicionalnih astronomskih raziskavah. Arheoastronomi raziskujejo s pomočjo arheoloških in antropoloških virov. Astrobiologija je veda o nastanku in evoluciji bioloških sistemov v vesolju. Astrobiologi se ozirajo predvsem na izven-zemeljsko življenje. Astrostatistika je pomoč astrofiziki pri obdelavi velike količine opazovanih podatkov.
Veda o kemikalijah najdenih v vesolju, vključno z njihovim nastankom, reakcijami in razpadom, se imenuje astrokemija. Te snovi so ponavadi najdene v molekularnih oblakih, najde pa se jih lahko tudi v zvezdah z nizko temperaturo, rjavih pritlikavkah in planetih. Kozmokemija je veda o kemikalijah najdenih v Osončju, vključno z nastankom elementov in spremembami v deležu različnih izotopov. Forenzična kemija pa rešuje probleme zakonov in zgodovine vesolja. Vse te tri vede združujejo kemijo in astronomijo.

## Ljubiteljska astronomija
Astronomija je ena izmed ved, h kateri lahko amaterji največ doprinesejo.
Ljubiteljski ali amaterski astronomi opazujejo razne nebesne objekte in dogodke. Včasih jih opazujejo z opremo, ki si jo naredijo sami. Pogoste tarče ljubiteljskih astronomov so Sonce, Luna, planeti, zvezde, kometi, meteorski roji in razna telesa globokega vesolja, kot recimo zvezdne kopice, galakasije in meglice. Astronomski klubi se nahajajo po celem svetu in organizirajo veliko prireditev, da pomagajo svojim članom dokončati opazovalne programe, kor recimo opazovati vseh 110 messierjevih ali 440 herschelovih teles na nebu. Veja ljubiteljske astronomije, ljubiteljska astrofotografija, se ukvarja s fotografiranjem objektov nočnega neba. Veliko ljudi se specializira v opazovanje le določenih teles, vrst teles ali vrst dogodkov, ki jih zanimajo.
Veliko amaterjev dela na vidnih valovnih dolžinah, najdejo pa se tudi ljudje, ki eksperimentirajo z valovnimi dolžinami izmed domačega območja. To vključuje uporabo infrardečih filtrov na navadnih teleskopih, a tudi uproabo radijskih teleskopov. Začetnik amaterske radijske astronomije je bil Karl Jansky, ki je začel opazovati nebo v radijskih valovnih dolžinah v 30. letih dvajsetega stoletja. Nekaj amaterskih astronomov uporablja za opazovanje doma narejene radijske teleskope ali pa tudi velike teleskope, ki so se nekdaj uporabljali za profesionalna astronomska opazovanja, ampak so zdaj dostopni amaterjem (recimo Miljni teleskop).
Ljubiteljski astronomi zelo doprinašajo znanstvena odkritja področju astronomije in je ena izmed redkih znanosti, ki to lahko podpira. Ljubitelji lahko naredijo meritve okultacij, ki se uporabljajo za natančnejšo določitev tirnic malih planetov. Lahko tudi odkrijejo komete in opravljajo redna opazovanja zvezd spremenljivk. Izboljšave digitalne tehnologije so ljubiteljem omogočile nastanek vrhunskih fotografij.

## Nerešeni problemi v astronomiji
Četudi je astronomija naredila velike korake pri razumevanju narave vesolja in njegove vsebine, se še vedno porajajo nova nerešena vprašanja. Odgovori na ta vprašanja bi mogoče povzročili čisto nov pogled na svet in razumevanje sveta. Mogoče bi nastala tudi nova veja astronomije.
- Obstaja še kje drugje življenje? Oziroma, je še kje drugje inteligenca? Če je, kakšna je razlaga Fermijevega paradoksa? Obstoj izven-zemeljskega življenja ima velike posledice - znanstvene in filozofske. Je Osončje normalno ali netipično?
- Kakšna je narava temne snovi in temne energije? Ta snov narekuje evolucijo in usodo vesolja, a še vedno ne vemo skoraj ničesar o tem. Kakšna bo končna usoda vesolja?
- Kako so nastale prve galaksije? Kako so nastale velikanske črne luknje?
- Kaj je nastanek ultravisokoenergijskih kozmičnih žarkov?
- Zakaj je količina litija v vesolju štirikrat nižja, kot je pričakovano po standardni teoriji velikega poka?
- Kaj se zgodi za dogodkovnim obzorjem?
- Kaj se je zgodilo pred velikim pokom?